# IC 4765
IC 4765 је елиптична галаксија у сазвјежђу Паун која се налази на листи објеката дубоког неба у Индекс каталогу.
Деклинација објекта је - 63° 19' 52" а ректасцензија 18h 47m 18,1s. Привидна величина (магнитуда) објекта IC 4765 износи 11,3 а фотографска магнитуда 12,3. Налази се на удаљености од 58,325 милиона парсека од Сунца. IC 4765 је још познат и под ознакама ESO 104-6, FAIR 187, DRCG 51-19, PGC 62407.